# Hradisko (652 m)
Hradisko (652 m) – szczyt w zachodniej części Gór Kisuckich (słow. Kysucká vrchovina) na Słowacji. Wznosi się pomiędzy szczytami Straník (760 m) i Žiar (710 m). Zachodnie i północne stoki opadają do doliny potoku Kotrčiná.
Hradisko porasta las, ale są na nim polany. Szczególnie duże trawiaste tereny ciągną się na jego wschodnich zboczach.